# Kelampaian
Kelampaian is een bestuurslaag in het regentschap Ogan Ilir van de provincie Zuid-Sumatra, Indonesië. Kelampaian telt 602 inwoners (volkstelling 2010).